# Carlos Liscano
Carlos Liscano, né le 18 mars 1949 à Montevideo et mort le 25 mai 2023 dans la même ville, est un écrivain uruguayen. 

## Biographie
Engagé dans le mouvement Tupamaros, Carlos Liscano est arrêté le 14 mars 1972 et condamné peu après par le régime militaire à treize années de prison. C'est dans sa cellule du pénitencier de la Liberté qu'il commence à écrire. En 1985, une fois libéré, il s'exile en Suède et ne rentre en Uruguay qu'en 1996. Son œuvre est marquée par l'influence de Franz Kafka et de Louis-Ferdinand Céline.
De 2010 à 2015, il est le conservateur de la Bibliothèque nationale de l'Uruguay.

## Œuvres
- 2005 - Le Rapporteur et autres récits
- 2005 - La Route d'Ithaque
- 2005 - Ma famille
- 2006 - Le Fourgon des fous
- 2007 - L'Impunité des bourreaux
- 2007 - Souvenirs de la guerre récente
- 2010 - L'Écrivain et l'autre
- 2011 - Le Lecteur inconstant suivi de Vie du corbeau blanc